# Shingopana
Shingopana – rodzaj wymarłego dinozaura, afrykańskiego kredowego zauropoda z kladu Titanosauria.
Skamieniałości nieznanego zwierzęcia odkryto w południowo-zachodniej Tanzanii, w okolicy miasta Mbeya (współrzędne 8°56′S, 33°12′E). Kości spoczywały wśród skał Basenu Ryftowego Rukwa i formacji Galula powstałej w środku okresu kredowego. W jej skałach znajdowano już wcześniej ryby doskonałokostne i dwudyszne, żółwie, Crocodyliformes (Pakasuchus kapilimai, Rukwasuchus yajabalijekundu, a także prawdopodobnie ssaka z grupy Gondwanatheria, wśród dinozaurów zaś zauropody  grupy tytanozaurów, w szczególności Rukwatitan, bazalnego Titanosauria opisanego w 2014, a także nieco bardziej zaawansowane ewolucyjnie pozostałości przedstawicieli Lithostrotia. Nowe kości odnaleziono wśród skał ogniwa Namba wskazanej formacji, datowanego na apt-cenoman, czyli około 110–100 milionów lat, wśród drobno- i średnioziarnistych piaskowców poprzetykanych mułowcem. Kości znajdowały się właśnie w jednej z takich soczewek mułowcowych. Wykopano je w latach 2002–2004.
Badanie znalezionych kości wskazało na ich przynależność do zauropodów z grupy tytanozaurów. Kość kątowa, kręgi szyjne, żebra odcinków szyjnego i grzbietowego kręgosłupa, kość ramienna i kość łonowa przypominają swoje odpowiedniki u południowoamerykańskich późniejszych Aeolosaurini. Wybrzuszenie na łuku kręgowym odcinka szyjnego przypomina występujące u Bonitasaura salgadoi, Overosaurus paradasorum i Trigonosaurus pricei, żebra grzbietowe z proksymalnym przednim i tylnym kołnierzem także przypominają należące do Overosaurus (wcześniej taką ich budowę uznawano za autapomorfię tego ostatniego). Z drugiej strony odkryte kości cechowały się także odmiennościami odróżniającymi je od uprzednio opisanych rodzajów. Tutaj wymienić można podzielone blaszki spinoprezygapofyzalne środkowego i dystalnego fragmentu szyi. W efekcie ustalono, że chodzi o nowy rodzaj tytanozaura z grupy Lithostrotia, blisko spokrewniony z Aeolosaurini. Żaden wcześniejszy afrykański zauropod nie był ich bliższym krewnym. Rodzajowi temu Eric Gorscak, Patrick M. O'Connor, Eric M. Roberts i Nancy J. Stevens nadali nazwę Shingopana. Nazwa rodzajowa wywodzi się z języka suahili. Shingo oznacza w nim szyję, a pana oznacza szeroki. Szeroka szyja stanowi odniesienie do wspominanych bulwowatych poszerzeń kręgów szyjnych. W rodzaju jego kreatorzy umieścili pojedynczy gatunek Shingopana songwensis. Epitet gatunkowy stanowi zlatynizowane określenie miejsca znalezienia szczątków, obszar Songwe. Holotyp skatalogowano jako RRBP 02100.
Zwierzę żyło prawdopodobnie na terenie okresowo zalewanym przez tworzące się kanały wodne.
Odkrycie Shingopana zmieniło pogląd na afrykańskie tytanozaury. Okazało się, że cechowały się one większym zróżnicowaniem, niż uważano wcześniej. Okazało się też, że niektóre z nich były bliżej, niż sądzono, spokrewnione z formami południowoafrykańskimi, co wskazuje na późniejsze rozejście się ich dróg ewolucyjnych.